# Metopina fenyesi
Metopina fenyesi är en tvåvingeart som beskrevs av Malloch 1912. Metopina fenyesi ingår i släktet Metopina och familjen puckelflugor.
Artens utbredningsområde är Illinois. Inga underarter finns listade i Catalogue of Life.